# Gulume Tollesa
Gulume Tollesa Chala (11 september 1992) is een Ethiopische langeafstandsloopster, die gespecialiseerd is in de marathon. Ze behaalde verschillende podiumplaatsen bij grote marathons, zoals een eerste plaats bij de marathon van Frankfurt (2015) en een tweede plaats bij de marathon van Parijs (2016).

## Persoonlijke records
| Onderdeel      | Prestatie | Datum            | Plaats         |
| -------------- | --------- | ---------------- | -------------- |
| 10 km          | 31.46     | 12 februari 2016 | Ras al-Khaimah |
| 15 km          | 48.24     | 12 februari 2016 | Ras al-Khaimah |
| 20 km          | 1:05.13   | 12 februari 2016 | Ras al-Khaimah |
| halve marathon | 1:08.40   | 12 februari 2016 | Ras al-Khaimah |
| 30 km          | 1:41.36   | 25 oktober 2015  | Frankfurt      |
| marathon       | 2:23.12   | 25 oktober 2015  | Frankfurt      |

## Palmares

### 10 km
- 2012:  Würzburger Residenzlauf - 33.22

### halve marathon
- 2013: 5e halve marathon van Lissabon - 1:12.16
- 2014: 4e halve marathon van Yangzhou - 1:09.28
- 2016: 9e halve marathon van Ras al-Khaimah - 1:08.40

### 25 km
- 2012: 5e 25 km van Berlijn - 1:27.05

### marathon
- 2012: 14e marathon van Mumbai - 2:40.55
- 2012:  marathon van Porto - 2:40.15
- 2013:  marathon van Marrakech - 2:36.05
- 2013: 7e marathon van Istanboel - 2:37.07
- 2013:  marathon van Danzhou - 2:36.04
- 2014: 5e marathon van Santa Monica - 2:34.26
- 2014: 5e marathon van Dongying - 2:42.08
- 2014:  marathon van Xichang - 2:36.29
- 2015: 5e marathon van Chongqing - 2:29.40
- 2015:  marathon van Frankfurt - 2:23.12
- 2016:  marathon van Parijs - 2:26.14
- 2016:  marathon van Gold Coast - 2:27.49